# Горбита (река)
Горбита — река в России, на полуострове Таймыр, правый приток Верхней Таймыры. Протекает в ненаселённой местности Таймырского Долгано-Ненецкого района Красноярского края. Длина реки 264 км, площадь бассейна 6200 км².
Река вытекает из небольшого озера на Северо-Сибирской низменности, к северу от истока Янгоды, на высоте более 120 м над уровнем моря. От истока река, сделав петлю в западном направлении, устремляется на восток. После впадения реки Обрывной справа направление течения меняется на северное. Протекает по тундре в зоне сплошного распространения вечной мерзлоты. Русло реки меандрирует. В бассейне большое число некрупных озёр термокарстового происхождения. Долина Горбиты неширокая и пологая. Глубина реки меняется от 1 до 5-6 метров, в зависимости от сезона. Ледостав происходит в конце сентября, вскрывается ото льда в середине июня. Тип питания реки — смешанный, с преобладанием снегового. Высокое весеннее половодье. Впадает в Верхнюю Таймыру по правому берегу на отметке менее 7 м над уровнем моря, ниже впадения Дептумалы, в 287 км от устья Верхней Таймыры. Ширина перед устьем составляет 177 м при глубине 4,2 м, скорость течения в низовьях — 0,2 м/с. 
В низовьях реки гнездятся и собираются на линьку белолобый гусь, гуменник и краснозобая казарка.

## Основные притоки
Указаны поименованные притоки длиной 30 км и более
| Название         | Расстояние от устья | Длина | Положение |
| ---------------- | ------------------- | ----- | --------- |
| Банато           | 20                  | 36    | левый     |
| Левая Чиндарсаму | 20                  | 30    | левый     |
| Большая Волчья   | 88                  | 98    | правый    |
| Чулыо            | 88                  | 49    | левый     |
| Сенкесатари      | 112                 | 43    | правый    |
| Синедатари       | 126                 | 99    | правый    |
| Озёрная          | 148                 | 45    | правый    |
| Тынгырак         | 167                 | 55    | правый    |
| Неркато          | 168                 | 50    | левый     |
| Обрывная         | 185                 | 35    | правый    |
| Кубалах          | 190                 | 42    | правый    |

## Данные водного реестра
По данным государственного водного реестра России и геоинформационной системы водохозяйственного районирования территории РФ, подготовленной Федеральным агентством водных ресурсов:
- Бассейновый округ — Енисейский
- Речной бассейн — Нижняя Таймыра
- Речной подбассейн — нет
- Водохозяйственный участок — Нижняя Таймыра (включая озеро Таймыр) и другие реки бассейна Карского моря от западной границы бассейна реки Каменная до мыса Прончищева
- Код водного объекта — 17030000112116100145251